# おニャン子クラブ
おニャン子クラブ（おニャンこクラブ）は、フジテレビのテレビ番組『夕やけニャンニャン』から誕生した女性アイドルグループ。1985年（昭和60年）から1987年（昭和62年）にかけて活動した。

## 概要
1985年（昭和60年）4月1日、フジテレビのバラエティ番組『夕やけニャンニャン』開始とともに番組内のアシスタントとして同時に芸能界デビューし、3か月後の1985年7月5日に発表したデビューシングル「セーラー服を脱がさないで」がヒットしてブレイクした。会員番号制度、歌詞に含まれる独特のユーモア、本業の学生活動を優先させるクラブ活動的感覚での芸能活動で人気を博して一大ブームとなる。以降、おニャン子クラブとしてのグループ名義、メンバーのソロ名義、グループ内の小ユニット（『うしろゆびさされ組』『ニャンギラス』『うしろ髪ひかれ隊』）名義で、シングル、アルバム、ビデオソフト、写真集を絶え間なくリリースし続けてヒットさせ、"おニャン子旋風" "おニャン子現象"と呼ばれる社会現象となり、1980年代後半の日本のアイドルシーンを席捲した。1987年8月31日の『夕やけニャンニャン』の番組終了に伴い、翌9月に解散コンサートを行ない、わずか2年半でその活動が閉じられた。2年半の間にメンバーの加入と脱退が頻繁に行われたので、メンバーの顔ぶれは常に流動的であった。結成時は11人で、解散時は19人が在籍していた。おニャン子クラブは日本で最初の大人数アイドルグループとされ、メンバーを固定せず、卒業や新メンバーの加入があるという、1980年代当時において画期的なアイドルグループであった。おニャン子クラブの登場は、日本の音楽シーンに、アイドル観に、そしてテレカ等の販売を巡るパブリシティ権の問題（おニャン子クラブ事件）に、大きく揺さぶりをかけた。

## 歴史

### 結成までの経緯
1983年（昭和58年）から始まったフジテレビ土曜深夜の生放送番組『オールナイトフジ』は、"女子大生ブーム"を巻き起こすなど社会的現象ともいえるほどにヒットし、そのヒットの一翼を担った番組アシスタントの女性グループ、オールナイターズもアイドル的な人気と活動展開で盛り上がっていた。彼女らは既存の芸能人ではない素人の女子大生たちを中心に構成されていて、それまで崇高な存在であったアイドル像とは相反していたことで注目を浴びていた。素人女子大生集団のオールナイターズがレコードを出したりタレントに転身するといった流れは、おニャン子クラブやおニャン子以降のグループアイドルの原点とされ、後世に絶大な影響を及ぼした。
その成功から、フジテレビは同じスタッフによるもので、平日夕方の時間帯で中高生をメインターゲットに放送する、『オールナイトフジ』と同様な生放送の情報バラエティ番組『夕やけニャンニャン』の開始と、オールナイターズに相当する番組アシスタントの女性グループ、おニャン子クラブの結成を企画する。

### 1985年（昭和60年）
1985年4月からの夕方ローカル放送枠で行うレギュラー番組に先駆けて、まずはパイロット番組として、1985年初頭に特番『オールナイトフジ女子高生スペシャル』（1985年2月23日、3月16日）を制作して放送。その特番に出演していた女子高生の中から選抜した11人でおニャン子クラブを結成し、4月1日から『夕やけニャンニャン』放送開始とともに出演させた。
おニャン子クラブは当初からメンバーの増員を図ることとなった。『夕やけニャンニャン』番組開始時からメンバー選定のオーディション・コーナー「ザ・スカウト アイドルを探せ!」を設け、放送第一回目のオーディションで河合その子(No.12)、内海和子(No.13)、富川春美(No.14)が加わり、以後、毎週のオーディションでメンバーを拡充していった。平日月曜から金曜まで夕方5時からの一時間番組だった『夕やけニャンニャン』の番組コンセプトに“放課後”を置いていたため、現役の女子高生が中心に集められた。また、「どこにでもいそう」、「ちょっと気になる可愛い同級生」と、オールナイターズのコンセプトが踏襲されて、芸能界に染まっていない素人感覚のメンバーを集めたのだが、当初から芸能界志向のある者や、その関連オーディションの常連者、既に芸能事務所に所属していた者、オールナイターズ出身者で既に名前が知られていた者まで参加していた。週刊文春喫煙事件の影響により一部のメンバーがグループからの除籍を余儀なくされたものの、看板メンバーが中心となって以後の番組を盛り上げていった。
『夕やけニャンニャン』放送開始から3か月後の7月5日にシングル「セーラー服を脱がさないで」でレコードデビュー。たちまちにヒットしていき、当初から評判があった番組とおニャン子クラブの人気はここでブレイクした。それを期に『夕やけニャンニャン』は番組開始当初は7局ネットだったのが年内には全国ネット規模の23局ネットまで拡大していく。当初3％だった視聴率も、年末には18％を超えるようになる。また、おニャン子クラブは、フジテレビの他の番組である『夜のヒットスタジオDELUXE』や『スターどっきり㊙報告』、他局人気音楽番組『ザ・ベストテン』（TBS系）、『ザ・トップテン』（日本テレビ系）にも出演を果たし、さらにアイドル情報雑誌の『明星』『平凡』『DUNK』などにも登場して全国的な知名度も上がっていくようになる。
1985年9月、「セーラー服を脱がさないで」のヒットで軌道に乗ったおニャン子クラブから、そのメンバーのひとりであった河合その子が「涙の茉莉花LOVE」でメンバー初のソロデビューを果たす。オリコン週間チャートで初登場5位、翌週には1位を獲得。女性アイドルとしては薬師丸ひろ子以来となる、デビュー作チャート首位という快挙を成し遂げる。翌10月には、そのメンバーから高井麻巳子(No.16)と岩井由紀子（ゆうゆ、No.19）のふたりで結成された初のグループ内ユニット、うしろゆびさされ組がフジテレビにおける新番組のアニメ『ハイスクール!奇面組』主題歌「うしろゆびさされ組」でデビューして、こちらもまたヒットして『夕やけニャンニャン』発のおニャン子クラブ関連曲は成功を収め続けた。以降、おニャン子クラブとしてのグループ名義、メンバーのソロ、グループ内ユニットのシングル曲を続々と繰り出し、いずれもヒットを記録していった。
おニャン子クラブは、テレビ番組での歌唱にとどまらず、10月に日比谷野外音楽堂で初の有料コンサート「KICK OFF」を開催。フジテレビの関連会社、フジパシフィック音楽出版が運営する公式ファンクラブの「こニャン子クラブ」も発足し、最盛期で18万人の会員数が集まった。また、おニャン子クラブが番組内でタイアップで着ていた、原宿のブティック、セーラーズの服が番組の影響で爆発的に売れるという現象が起こった。それを参考に「Hip's road」というフジテレビによる独自ブランドを立ち上げ、グッズ販売だけで番組のスポンサー収入に匹敵する事業収益をあげるなど、おニャン子クラブは単なる番組企画的な存在から、フジテレビにおける収益事業のひとつに向けて変換されていく。

### 1986年（昭和61年）
1月、「セーラー服を脱がさないで」のフロントボーカル4人のうちのひとりだった新田恵利(No.4)が「冬のオペラグラス」でソロデビュー。オリコン初登場1位となり、30万枚以上の売り上げを記録する。新人女性歌手のデビュー曲初登場1位は初めての記録であった。同月、フジテレビ単発ドラマ枠の「月曜ドラマランド」において、おニャン子クラブのメンバー初主演ドラマとなった福永恵規(No.11)主演『ボクの婚約者』放送。以後、同枠では月に一、二本のペースでおニャン子クラブのメンバーを主演に置いたものが放送されるようになっていく。
2月、おニャン子クラブ結成時からの人気メンバーであった国生さゆり(No.8)が「バレンタイン・キッス」で満を持してデビュー。3月、「セーラー服を脱がさないで」のフロントボーカル4人のうちのひとりだった中島美春(No.5)が専門学校に進学するため、河合その子がソロ活動に専念するためにおニャン子クラブを脱退する。それを受けて、『夕やけニャンニャン』の番組内と同時期に開催されたおニャン子クラブのコンサートツアー最終公演でふたりの“卒業式”が執り行われ、華々しく送り出されていく。これが慣例となり、以後おニャン子クラブから脱退していく主要メンバーに対して、番組内とその同時期にあるコンサートツアー最終公演で“卒業式”が行われるようになっていく。現代において、モーニング娘。やAKB48、乃木坂46などのグループアイドルが採用している卒業システムは、おニャン子クラブがその先駆けである。
活動初期からの著名なメンバーが脱退していったものの、おニャン子クラブがブレイクした後に加入してきた渡辺美奈代(No.29)が7月にレコードデビューし、渡辺満里奈(No.36)も10月にレコードデビュー、他にも工藤静香(No.38)、生稲晃子(No.40)ら、おニャン子クラブの中期から後期の人気を支え、その後も芸能界に残っていくメンバーが続々と加入してくるなど、おニャン子クラブの面子は日々充実していった。セールス面においても、1986年のオリコンシングル1位獲得46曲中、おニャン子クラブ関連が30曲獲り、52週中の36週でそれを記録するなど（1986年のオリコン週間シングルチャートを参照）、ヒットチャートの首位獲得率7割強という驚異のブームを巻き起こし、「日本芸能界史上最大のヒット商品」と呼ばれるまでに至った。人気歌手を抱える各プロダクションは、発売週がぶつかると必ず1位をおニャン子に取られてしまうため、「おニャン子がレコードを出す」と聞く度に発売日をずらす程であった。おニャン子クラブ関連の連続リリースによりレコード店のシングル盤コーナーを訪れる客が増え、貸しレコードの普及などにより数年来低迷していたシングル盤市場が再び盛り上がりを見せたという分析もある。
一方でこの時期、おニャン子クラブ関連が毎週2～3組もランキングしていたTBSの『ザ・ベストテン』に、フジテレビと『夕やけニャンニャン』側は「順位が低い」とランキングについて異議を唱える。このランキングの見解を巡ったことによる双方の溝は埋まらなかった。7月からフジテレビと『夕やけニャンニャン』側は、おニャン子クラブ、ソロ、グループ内ユニット、そしておニャン子クラブから脱退したOGも含めた全ての出演を『ザ・ベストテン』に対してボイコットしていく。これは翌1987年4月まで半年以上にわたって長引いていくことになってしまった。
9月の番組内およびコンサートツアー最終公演で、新田恵利、名越美香(No.9)、福永恵規、吉沢秋絵(No.25)、山本スーザン久美子(No.32)の結成時からのメンバーを含む5名が卒業しておニャン子クラブを脱退。それと前後して、集英社刊行の女性ファッション誌『Seventeen』主催のオーディション「ミス・セブンティーン」とコラボレーションした「ザ・スカウト アイドルを探せ!」によって選ばれた貝瀬典子(No.41)ら新世代のメンバーが大量に加入。番組開始当初は毎日出演、この頃は週一でレギュラー出演していたとんねるずの石橋貴明は、新メンバーの顔と名前が一致しないと嘆くようになる。
『夕やけニャンニャン』とおニャン子クラブは1986年前半から中盤に掛けては前年以上のブームを巻き起こしたのだが、後半である秋口あたりからブームの退潮が見られるようになっていく。8月末に全国公開された主演映画『おニャン子ザ・ムービー 危機イッパツ!』が興行的に失敗に終わる。そして、5月からゴールデンタイム帯で放送されていた『夕やけニャンニャン』の姉妹番組『夕食ニャンニャン』もわずか4ヶ月後の9月で終了し、"異常ブームの終わり" "陰りが差したおニャン子"などと囁かれ、本体の『夕やけニャンニャン』自体の視聴率もピークだった1986年初頭から下がり続けていった。1986年の後半から荻野目洋子や南野陽子などのおニャン子クラブ系以外のアイドル・タレントも活躍を示し、アイドル・マーケットもおニャン子クラブだけではなくなってきたことを示した。コラムニストの竹内義和は、河合その子や国生さゆり、新田恵利などピンでも人気の獲れるトップアイドルが集団になっていたのがおニャン子クラブの魅力であったが、そうした人気メンバーが次々卒業していったことが、グループとしての人気低下に繋がったと指摘した。

### 1987年（昭和62年）
3月の番組内および4月の春のコンサートツアー最終公演で、「セーラー服を脱がさないで」フロントボーカル4人のうち最後のひとりであった内海和子、初期メンバーであった樹原亜紀(No.6)、国生さゆり、立見里歌(No.15)、高井麻巳子が脱退。5月、生稲晃子、工藤静香、斉藤満喜子(No.42)の3人で結成されたうしろ髪ひかれ隊がシングル「時の河を越えて」でデビューする。ヒットしたものの、これがグループ内ユニットの最後のものとなり、翌6月15日に『夕やけニャンニャン』内で番組の終了とおニャン子クラブの解散を告知する。同時に、おニャン子クラブの新規メンバーを選ぶ番組内オーディション・コーナー「ザ・スカウト アイドルを探せ!」も終了となる。
8月21日、ラストシングル『ウェディングドレス』を発売。同月31日、『夕やけニャンニャン』が番組終了。翌月9月20日の代々木第一体育館におけるコンサートにて解散した。テレビ連動型のグループであったが故に、番組の終了と共に必然的に終止符が打たれてしまう定めであったが、約2年半での解散となった。ヒットチャートを独占した前年程の勢いは無かったものの、まだまだ余力を残しての早過ぎる解散であった。おニャン子クラブ活動中にレコードデビューしていた者を中心に芸能事務所に所属していたメンバーは解散以降も芸能界に残れたが、それ以外のメンバーのマネージメントはフジテレビ預りであったため、活動続行不能となって同時に引退していった。尚、派生ユニットの「うしろ髪ひかれ隊」は、おニャン子クラブの解散後も活動を継続した。

### 解散後
1990年代に幾度か、「あの人は今」のような番組の企画で、芸能界に残っていた者、芸能界から引退していた者も含めた元メンバーを集め、時には「セーラー服を脱がさないで」を歌唱させ“再結成”と謳われもしたが、あくまでもその場限りであった。
1993年、『第35回日本レコード大賞』に作・編曲の佐藤準が編曲賞を受賞したために特別出演して「セーラー服を脱がさないで」を佐藤準の新アレンジでの披露で生歌唱出演した。その時のメンバーは岩井、内海、新田、斉藤、立見、白石の6名であった。
2002年、初期メンバーのうち賛同者のみの14名によって一時的に再結成し、シングル「ショーミキゲン」をリリースした。リリース後にはイベントやテレビ出演なども果たし、同年12月5日放送の『2002FNS歌謡祭』では、後期メンバーを含めて「ショーミキゲン」と「セーラー服を脱がさないで」を歌唱した。また2010年にはテレビCM上で11名のメンバーが再結成し、「セーラー服を脱がさないで」のサビを俳優・伊藤淳史とともに歌い踊り、アラフォーになったおニャン子クラブの姿を披露した。
2005年秋、サンセイアールアンドディからパチンコ台「CRおニャン子クラブ」がリリースされた。ザ・ベストテンのランキング発表のような反転フラップ表示的な演出が特徴である。もっとも、視覚的には番組と同じなのはロゴとキャラクターの振り付けのみで、会員の実名は一切使われておらず、アニメ絵のキャラの顔も、特に会員に似せてはいない。登場キャラクターは全員学生服を着ているが、実際の番組では制服のまま出演することは許されなかった。
2018年7月7日正午から日本テレビ系の音楽特番『THE MUSIC DAY 2018 伝えたい歌』で、内海和子・国生さゆり・立見里歌・新田恵利・山本スーザン久美子・渡辺美奈代が出演した。
2025年7月5日、世田谷区民会館内にある、せたがやイーグレットホールにて40周年コンサートが2時間に渡って行われ、新田恵利、樹原亜紀、富川春美、立見里歌、白石真子、横田睦美、布川智子、我妻佳代、杉浦美雪が出演した。その他、名越美加、内海和子、城之内早苗、吉沢秋絵、山本スーザン久美子、生稲晃子がコメントを寄せ、観客席には岡本貴子が来場した。
「乙女心の自由型」「NO MORE 恋愛ごっこ」「ウェディングドレス」「間に合うかもしれない」「かたつむりサンバ」を歌唱し、我妻、杉浦の2人で「うしろゆびさされ組」を歌唱した。制服の付け襟は当日までに杉浦が自身で作製した。
我妻がソロで「ひとさし指のワイパー」「プライベートはデンジャラス」の2曲を歌唱。
白石と横田が「なぜ?の嵐」を歌唱。
ニャンギラス結成39周年&立見里歌還暦スペシャルと題し、オリジナルTシャツを作成。Tシャツの後ろには結成日と4人の在住国を記載した。立見は赤いちゃんちゃんこを着て登場、「私は里歌ちゃん」「自分でゆーのもなんですけれど」を歌唱し、後ろのモニターには名越の写真が映し出された。立見のソロ曲「そんなつもりじゃなかったのに」では、立見の息子がバックダンサーとして参加した。
新田がソロで「冬のオペラグラス」「恋のロープをほどかないで」「不思議な手品のように」の3曲を歌唱。
再び全員が黒地にスパンコールをあしらったセーラーズオリジナルのパーカーを着て登場し、「恋はくえすちょん」「お先に失礼」「おっとCHIKAN!」「真っ赤な自転車」「夏休みは終わらない」を歌唱。
最後に赤、青、緑、橙のセーラーズの半袖に着替え、「セーラー服を脱がさないで」を歌唱した。この曲の発売は1985年7月5日あり、40周年コンサートと同じ日にちであった。
アンコールではメンバーからの挨拶と、「じゃあね」を歌唱。最後にカウントダウンと共に観客全員から「おニャン子クラブありがとう！！」の紙がメンバーに向けられた。最後の最後に観客席から岡本が呼ばれ、ステージで挨拶をした。
この日は現役時代のシングルで唯一、「およしになってねTEACHER」が選曲から外れた。
歌唱した曲の殆どをフルコーラスで歌い上げた。

## メンバー
| 会員番号       | 名前                                            | 生年月日 （現年齢）    | 加入日         | 卒業/脱退日    | 所属事務所 （当時）       | 備 考 |
| -------------- | ----------------------------------------------- | ---------------------- | -------------- | -------------- | ------------------------- | --- |
| No. 1          | 奥田 美香 （おくだ みか）                       | 1968年02月28日（57歳） | 1985年04月01日 | 1985年04月25日 | –                         | ・週刊文春喫煙事件により脱退。 ・脱退後はモデルとして活動。 ・1988年に『プレイメイトジャパン』準ミスを獲得。 |
| No. 2          | 榎田 道子 （えのきだ みちこ）                   | 1967年05月04日（58歳） | 1985年04月01日 | 1985年04月25日 | –                         | ・週刊文春喫煙事件により脱退。 ・1997年にテレビ東京『ASAYAN』にて開催された 「三井のリハウスレディ」オーディションに参加。 |
| No. 3          | 吉野 佳代子 （よしの かよこ）                   | 1967年04月03日（58歳） | 1985年04月01日 | 1985年04月25日 | –                         | ・週刊文春喫煙事件により脱退。 |
| No. 4          | 新田 恵利 （にった えり）                       | 1968年03月17日（57歳） | 1985年04月01日 | 1986年09月26日 | ボンド企画                | ・第2回卒業生。 ・卒業後も芸能活動を継続。 ・1990年に芸能界を引退。 ・1993年に芸能活動を再開、現在も活動中。 |
| No. 5          | 中島 美春 （なかじま みはる）                   | 1967年10月01日（57歳） | 1985年04月01日 | 1986年03月31日 | –                         | ・第1回卒業生。 ・歯科衛生士の専門学校へ進学する為に卒業。 ・卒業と同時に芸能界も引退。 |
| No. 6          | 樹原 亜紀 （きはら あき）                       | 1969年03月30日（56歳） | 1985年04月01日 | 1987年03月30日 | –                         | ・第5回卒業生。 ・ニャンギラスのメンバー。 ・卒業と同時に芸能界も引退。 |
| No. 7          | 友田麻美子 （ともだ まみこ）                    | 1968年01月08日（57歳） | 1985年04月01日 | 1985年04月25日 | –                         | ・週刊文春喫煙事件により脱退。 ・脱退後はモデルとして活動。 ・現在は芸能活動を再開し、活動中。 |
| No. 8          | 国生 さゆり （こくしょう さゆり）               | 1966年12月22日（58歳） | 1985年04月01日 | 1987年03月30日 | エイプリル ミュージック   | ・第5回卒業生。 ・『オールナイトフジ 女子高生スペシャル』内の 「美少女コンテスト」において優勝を獲得。 ・卒業後は女優・タレントとして現在も活動中。                                                                                               |
| No. 9          | 名越 美香 （なごや みか）                       | 1966年04月13日（59歳） | 1985年04月01日 | 1986年09月26日 | –                         | ・第2回卒業生。 ・ニャンギラスのメンバー。 ・卒業後は舞台女優として活動後、芸能界を引退。 |
| No.10          | 佐藤 真由美 （さとう まゆみ）                   | 1967年09月25日（57歳） | 1985年04月01日 | 1985年04月25日 | –                         | ・週刊文春喫煙事件により脱退。 |
| No.11          | 福永 恵規 （ふくなが さとみ）                   | 1967年01月26日（58歳） | 1985年04月01日 | 1986年09月26日 | ボンド企画                | ・第2回卒業生。 ・卒業後も芸能活動を継続。 ・1989年に芸能界を引退。 ・1997年からプロダクションスタッフ勤務。 |
| No.12          | 河合 その子 （かわい そのこ）                   | 1965年06月20日（60歳） | 1985年04月05日 | 1986年03月31日 | 渡辺 プロダクション       | ・第1回卒業生。 ・卒業後も芸能活動を継続。 ・1990年に芸能活動を休止。 ・2010年に資生堂「IN&ON」のCMに出演。 |
| No.13          | 内海 和子 （うつみ かずこ）                     | 1967年02月16日（58歳） | 1985年04月05日 | 1987年03月30日 | ホリプロ                  | ・第5回卒業生。 ・元オールナイターズのメンバー。 ・卒業後も芸能活動を継続。・1993年に芸能界を引退。 ・2014年に芸能活動を再開。現在も活動中。 |
| No.14          | 富川 春美 （とみかわ はるみ）                   | 1968年09月26日（56歳） | 1985年04月05日 | 1987年09月20日 | –                         | ・解散時メンバー。 ・在籍中にソロデビューが諸事情により中止になる。 ・解散後もモデルとして活動後、芸能界を引退。 |
| No.15          | 立見 里歌 （たつみ りか）                       | 1965年11月14日（59歳） | 1985年04月19日 | 1987年03月30日 | –                         | ・第5回卒業生。 ・ニャンギラスのメンバー。 ・元オールナイターズのメンバー。 ・卒業と同時に芸能界も引退。 ・2014年に芸能活動を再開。現在も活動中。                                                                                                 |
| No.16          | 高井 麻巳子 （たかい まみこ）                   | 1966年12月28日（58歳） | 1985年04月26日 | 1987年03月30日 | 田辺 エージェンシー       | ・第5回卒業生。 ・うしろゆびさされ組のメンバー。 ・卒業後も歌手・女優として芸能活動を継続。 ・1988年に芸能界を引退。 |
| No.17          | 城之内 早苗 （じょうのうち さなえ）             | 1968年05月17日（57歳） | 1985年05月10日 | 1987年09月20日 | プロダクション 尾木       | ・解散時メンバー。 ・メンバー唯一の演歌歌手として現在も活動中。 |
| No.18          | 永田 ルリ子 （ながた るりこ）                   | 1967年06月23日（58歳） | 1985年05月17日 | 1987年09月20日 | –                         | ・解散時メンバー。 ・解散と同時に芸能界を引退。 |
| No.19          | 岩井 由紀子 （いわい ゆきこ）                   | 1968年05月26日（57歳） | 1985年06月21日 | 1987年09月20日 | 渡辺 プロダクション       | ・解散時メンバー。 ・うしろゆびさされ組のメンバー。 ・解散後はバラドルとして芸能活動を継続。 ・1997年に芸能界を引退。 |
| No.20          | 寺本 容子 （てらもと ようこ）                   | 1969年12月21日（55歳） | 1985年07月19日 | 1985年09月10日 | –                         | ・番組の規定に違反し、脱退。 ・脱退後はモデルとして活動。 ・1996年に芸能界を引退。 |
| No.21          | 五味岡 たまき （ごみおか たまき）               | 1970年01月19日（55歳） | 1985年07月26日 | 1985年09月20日 | –                         | ・本人の意思による申し出により脱退。 ・脱退後はモデル・タレントとして活動。 ・1988年にソロでのレコードデビューが中止となる。 ・1990年に芸能界を引退。                                                                                             |
| No.22          | 白石 麻子 （しらいし まこ）                     | 1969年06月12日（56歳） | 1985年07月26日 | 1987年09月20日 | –                         | ・解散時メンバー。 ・ニャンギラスのメンバー。 ・解散と同時に芸能界を引退。 |
| No.23          | 林 香織 （はやし かおり）                       | 1969年02月08日（56歳） | 1985年08月02日 | 1986年03月27日 | –                         | ・大阪駐在員。 ・卒業と同時に芸能界を引退。 ・化粧品メーカー・マックスファクターP&Gに就職。 |
| No.24          | 三田 文代 （みた ふみよ）                       | 1967年01月06日（58歳） | 1985年08月16日 | 1986年03月27日 | –                         | ・広島駐在員。 ・元モモコクラブ（桃組出席番号611番） ・卒業後はモデル・女優として現在も活動中。 |
| No.25          | 吉沢 秋絵 （よしざわ あきえ）                   | 1968年10月20日（56歳） | 1985年08月30日 | 1986年09月26日 | 田辺 エージェンシー       | ・第2回卒業生。 ・「スケバン刑事II」とのタイアップ企画で合格。 ・卒業後も歌手・タレントとして芸能活動を継続。 ・1991年に芸能界を引退。 |
| No.26          | 赤坂 芳恵 （あかさか よしえ）                   | 1968年07月20日（57歳） | 1985年09月27日 | 1985年10月04日 | –                         | ・元モモコクラブ（桃組出席番号2142番） ・学校側に無断で出演していたことが発覚し 在籍期間一週間で脱退。 ・脱退後はモデルとして活動。 ・1994年に芸能界を引退。                                                                                      |
| No.27          | 松本 亜紀 （まつもと あき）                     | 1969年11月23日（55歳） | 1985年10月25日 | 1985年10月25日 | –                         | ・元モモコクラブ（桃組出席番号1861番） ・学校側に無断で出演していたことが発覚し、 合格のみで活動がないまま脱退。 ・脱退後はタレントとして活動後、芸能界を引退。                                                                                   |
| No.28          | 横田 睦美 （よこた むつみ）                     | 1967年09月26日（57歳） | 1985年11月29日 | 1987年09月20日 | –                         | ・解散時メンバー。 ・ヤンパライメージガールコンテストとのタイアップ企画 オーディションにて合格。 ・解散後はタレント・女優として活動後、芸能界を引退。                                                                                             |
| No.29          | 渡辺 美奈代 （わたなべ みなよ）                 | 1969年09月28日（55歳） | 1985年11月29日 | 1987年09月20日 | バーニング プロダクション | ・解散時メンバー。 ・ヤンパライメージガールコンテストとのタイアップ企画 オーディションにて合格。 ・解散後は歌手・タレントとして現在も活動中。 |
| No.30          | 三上 千晶 （みかみ ちあき）                     | 1969年06月28日（56歳） | 1985年11月29日 | 1986年03月0-日 | –                         | ・2度目の出場で合格。 ・ヤンパライメージガールコンテストとのタイアップ企画 オーディションにて合格。 ・本人からの申し出により脱退。 ・トライアングル・ブルーのオーディションにも合格。                                                             |
| No.31          | 矢島 裕子 （やじま ゆうこ）                     | 1968年12月15日（56歳） | 1985年11月29日 | 1986年02月0-日 | –                         | ・本人からの申し出により脱退。 ・ヤンパライメージガールコンテストとのタイアップ企画 オーディションにて合格。 |
| No.32          | 山本スーザン久美子 （やまもと すーざん くみこ） | 1966年06月26日（59歳） | 1985年12月13日 | 1986年09月26日 | –                         | ・第2回卒業生。 ・卒業と同時に芸能界を引退。 |
| No.33          | 布川 智子 （ふかわ ともこ）                     | 1968年08月30日（56歳） | 1986年01月17日 | 1987年09月20日 | –                         | ・解散時メンバー。 ・シブがき隊の布川敏和の実妹。 ・解散と同時に芸能界を引退。 ・2011年に芸能活動を再開。現在も活動中。 |
| No.34          | 弓岡 真美 （ゆみおか まみ）                     | 1970年09月15日（54歳） | 1986年01月10日 | 1986年12月25日 | –                         | ・第3回卒業生。 ・中学業後の1986年3月14日から活動。 ・卒業後はモデルとして活動後、芸能界を引退。 |
| No.35          | 岡本 貴子 （おかもと たかこ）                   | 1971年03月16日（54歳） | 1986年01月10日 | 1986年12月25日 | –                         | ・第3回卒業生。 ・中学卒業後の1986年3月14日から活動。 ・卒業と同時に芸能界を引退。 |
| No.36          | 渡辺 満里奈 （わたなべ まりな）                 | 1970年11月18日（54歳） | 1986年03月27日 | 1987年09月20日 | エイプリル ミュージック   | ・解散時メンバー。 ・解散後は歌手・タレントとして現在も活動中。 |
| No.37          | 大貫 かおり （おおぬき かおり）                 | 1970年05月17日（55歳） | 1986年05月09日 | 1986年09月0-日 | –                         | ・元モモコクラブ（桃組出席番号1809番） ・合格後の活動は番組への出演1日のみで脱退。 ・脱退後はモデル・タレントとして現在も活動中。 |
| No.38          | 工藤 静香 （くどう しずか）                     | 1970年04月14日（55歳） | 1986年05月23日 | 1987年09月20日 | プロダクション 尾木       | ・解散時メンバー。 ・うしろ髪ひかれ隊のメンバー。 ・元モモコクラブ（桃組出席番号480番） ・元セブンティーンクラブのメンバー。 ・解散後は歌手として現在も活動中。                                                                                   |
| No.39          | 高畠 真紀 （たかばたけ まき）                   | 1968年04月21日（57歳） | 1986年05月30日 | 1986年12月25日 | –                         | ・第3回卒業生。 ・卒業後はモデルとして活動後、芸能界を引退。 |
| No.40          | 生稲 晃子 （いくいな あきこ）                   | 1968年04月28日（57歳） | 1986年06月13日 | 1987年09月20日 | プロダクション 尾木       | ・解散時メンバー。 ・うしろ髪ひかれ隊のメンバー。 ・解散後は女優・タレントとして活動。 ・2022年に参議院議員選挙へ立候補し当選。 |
| No.41          | 貝瀬 典子 （かいせ のりこ）                     | 1970年03月05日（55歳） | 1986年08月10日 | 1987年09月20日 | –                         | ・解散時メンバー。 ・ミス・セブンティーンコンテストとのタイアップ企画 オーディションにて合格。グランプリを受賞。 ・解散後はモデルとして活動後、芸能界を引退。                                                                                     |
| No.42          | 斉藤 満喜子 （さいとう まきこ）                 | 1970年09月19日（54歳） | 1986年08月10日 | 1987年09月20日 | プロダクション 尾木       | ・解散時メンバー。 ・ミス・セブンティーンコンテストとのタイアップ企画 オーディションにて合格。凖グランプリを受賞。 ・うしろ髪ひかれ隊のメンバー。 ・解散後は歌手・タレントとして芸能活動を継続。 ・1998年に芸能界を引退。                         |
| No.43          | 守屋 寿恵 （もりや としえ）                     | 1970年06月11日（55歳） | 1986年08月10日 | 1987年03月20日 | –                         | ・第4回卒業生。 ・ミス・セブンティーンコンテストとのタイアップ企画 オーディションにて合格。準グランプリを受賞。 ・卒業後はモデルとして活動後、芸能界を引退。 1988年、ソロでのレコードデビューが中止となる。                                       |
| No.44          | 高田 尚子 （たかだ なおこ）                     | 1970年08月29日（54歳） | 1986年08月10日 | 1987年03月20日 | –                         | ・第4回卒業生。 ・ミス・セブンティーンコンテストとのタイアップ企画 オーディションにて合格。特別賞を受賞。 ・卒業と同時に芸能界を引退。 |
| No.45          | 吉田 裕美子 （よしだ ゆみこ）                   | 1971年01月03日（54歳） | 1986年09月19日 | 1987年03月20日 | –                         | ・第4回卒業生。 ・卒業後はモデルとして活動後、芸能界を引退。 ・ソロデビューの予定があったが中止となる。 |
| No.46          | 中島 早苗 （なかじま さなえ）                   | 1970年10月27日（54歳） | 1986年09月25日 | 1987年03月20日 | –                         | ・第4回卒業生。 ・元モモコクラブ（桃組出席番号1319番） ・卒業後はモデルとして活動後、芸能界を引退。 ・子役出身で加入前から活動。 |
| No.47          | 山森 由里子 （やまもり ゆりこ）                 | 1970年10月27日（54歳） | 1986年10月24日 | 1987年09月20日 | –                         | ・解散時メンバー。 ・2度目の出場で合格。 ・解散と同時に芸能界を引退。 |
| No.48          | 我妻 佳代 （あがつま かよ）                     | 1968年07月25日（57歳） | 1987年01月23日 | 1987年09月20日 | –                         | ・解散時メンバー。 ・元モモコクラブ（桃組出席番号368番） ・解散後の1987年にソロデビュー。1989年に引退。 ・芹沢直美の実妹。 |
| No.49 (B組1番) | 吉見 美津子 （よしみ みつこ）                   | 1971年12月25日（53歳） | 1986年08月10日 | 1987年09月20日 | –                         | ・解散時メンバー。 ・ミス・セブンティーンコンテストとのタイアップ企画 オーディションにて合格。特別賞を受賞。 ・1987年4月にB組から本体のメンバーへ昇格。 ・元モモコクラブ（桃組出席番号1956番） ・解散後はモデル・女優として活動後、芸能界を引退。 |
| No.50 (B組2番) | 杉浦 美雪 （すぎうら みゆき）                   | 1971年10月14日（53歳） | 1986年08月10日 | 1987年09月20日 | –                         | ・解散時メンバー。 ・ミス・セブンティーンコンテストとのタイアップ企画 オーディションにて合格。特別賞を受賞。 ・1987年4月にB組から本体のメンバーへ昇格。 ・解散後はタレント・レースクイーンとして活動。 ・現在はモデルとして活動中。               |
| No.51 (B組3番) | 宮野 久美子 （みやの くみこ）                   | 1971年12月13日（53歳） | 1986年08月10日 | 1987年09月20日 | –                         | ・解散時メンバー。 ・ミス・セブンティーンコンテストとのタイアップ企画 オーディションにて合格。特別賞を受賞。 ・1987年4月にB組から本体のメンバーへ昇格。 ・解散後は名古屋のタレントとして現在も活動中。                                            |
| No.52          | 鈴木 和佳子 （すずき わかこ）                   | 1969年01月26日（56歳） | 1987年04月17日 | 1987年09月20日 | –                         | ・解散時メンバー。 ・解散後はモデルとして活動後、芸能界を引退。 |
| B組4番         | 冨永 浩子 （とみなが ひろこ）                   | 1971年05月31日（54歳） | 1986年08月10日 | 1987年03月20日 | –                         | ・第4回卒業生。 ・ミス・セブンティーンコンテストとのタイアップ企画 オーディションにて合格。特別賞を受賞。 ・卒業と同時に芸能界を引退。 |
| B組5番         | 山崎 真由美 （やまざき まゆみ）                 | 1971年12月01日（53歳） | 1986年09月25日 | 1987年03月20日 | –                         | ・第4回卒業生。 ・卒業後の1988年にソロデビュー。 ・グラビアモデルへ転身後、1994年に引退。 |
| 研修生         | ヨリンダ・ヤン （よりんだ やん）                | 1969年07月14日（56歳） | 1987年07月13日 | 1987年07月31日 | –                         | ・おニャン子研修生。唯一の外国人（香港人）。 ・現在は香港で歌手・女優として活動中。 |

## 派生ユニット
| ユニット名           | メンバー | 活動期間        | 備考 |
| -------------------- | --- | --------------- | --- |
| うしろゆびさされ組   | 会員番号16番 高井 麻巳子 会員番号19番 岩井 由紀子                                                                                  | 1985年 - 1987年 | ・高井のおニャン子クラブ卒業に伴い、解散。 |
| ニャンギラス         | 会員番号06番 樹原 亜紀 会員番号09番 名越 美香 会員番号15番 立見 里歌 会員番号22番 白石 麻子                                        | 1986年          | ・名越のおニャン子クラブ卒業に伴い、解散。 |
| うしろ髪ひかれ隊     | 会員番号38番 工藤 静香 会員番号40番 生稲 晃子 会員番号42番 斉藤 満喜子                                                             | 1987年 - 1988年 | ・おニャン子クラブ解散後もグループ活動を継続。 ・1988年に活動休止。 |
| おニャン子クラブ B組 | 会員番号B組1番 吉見 美津子 会員番号B組2番 杉浦 美雪 会員番号B組3番 宮野 久美子 会員番号B組4番 冨永 浩子 会員番号B組5番 山崎 真由美 | 1987年          | ・当初5人でのデビューが予定されていたが、冨永と山崎が卒業。 その後、吉見・杉浦・宮野の3人によるデビューが再計画されたが、 おニャン子クラブの解散により中止になった。 ・未発表曲「いつだってイレギュラー」（1987年6月15日発売予定→中止） |

## 特徴

### プロデュース戦略
おニャン子クラブのプロモーションに関するフジテレビ（JOCX）のメディア戦略は『CX銀河計画』と称され、テレビ的なメイキング感覚を巧みに利用した疑似イベント化により、番組の視聴者を巻き込みながら、フジテレビ自らがアイドルを作るという戦略をとった。番組内のオーディションから新人を発掘するというシステムであったが、かつての『スター誕生!』との相違点は、フジテレビ自体がマネージメントのイニシアティブを握った点で、その意味でおニャン子クラブは、テレビが生み育てた「純正テレビアイドル」となった。コアターゲットは10代の男子中高生であったが、世代を超えて多くの支持を集めた。歌手という制約を設けた場合、とてもレコードが出せるレベルではないメンバーも中には居たが、音楽番組『ミュージックフェア』も担当したプロデューサーの石田弘は、アイドルと歌手は別問題であるとし、次のように語った。
おニャン子としての活動
- 『夕やけニャンニャン』の番組内ではアシスタントやコーナー説明を当番制で行っていた。時にロケに出ることもあった。
- 本業は高校生であるとメンバーもスタッフも強く認識しており、テスト期間中などは番組を休んでもよいことになっていた（一週間前後のことが多かったが、大学受験を控えたメンバーは1ヶ月以上番組に出演しないこともあった）。また、普段も宿題を楽屋に持ち込んでメンバー同士で教えあったり、番組スタッフに勉強を見てもらうことも頻繁にあった[63]。
- おニャン子クラブのメンバーは原則生放送である『夕やけニャンニャン』の出演に際して、大半は高校生や大学生などの学生であったことから各々の定期試験中は番組出演を控え欠席した。また、番組側が斡旋した仕事（ドラマ撮影など）での欠席もあった。そのため、『夕やけニャンニャン』を含めて、おニャン子クラブ名義の活動は必ずしもメンバー全員が揃っていたわけではなかった。

メンバーの選出方法
- オーディションは、月曜日に始まる自己紹介から金曜日の最終日までの5日間、5人で競い合い、その間毎日番組に登場して課題をこなさなければならなかった。
- オーディションを受けたメンバーのなかには、芸能事務所やレコード会社に在籍していたメンバーもいる。ソロデビューを視野に入れた売込みの戦略のひとつで、オーディションに出場・合格させて観客や視聴者に「原石を見つけた」と注目させる目的であった[注 12]。
- オーディション合格後も（芸能事務所に所属していたメンバーを除いて）、メンバーは、フジテレビ局預かりとされ、芸能事務所無所属の正真正銘の素人集団であった。その為、大部分のメンバーが番組終了と同時に解散したおニャン子クラブと共に、一般人として各々の生活に戻った。しかし2014年現在、一般生活に戻っていることが確認できるのは15名のみであり、芸能事務所に所属していない残りの25名は消息不明の状態となっている[64]。芸能活動が続行出来たのは、その時点で芸能事務所に所属していた10人前後の者に限られた。

なお、上記のオーディションは形式上は審査員の合議で決められているとされていたが、ディレクターの笠井一二は稲増龍夫のインタビューの中で、メンバーは全て自分が決定していたと述べている。
会員番号制度
おニャン子クラブのメンバーには会員番号が与えられ、『夕やけニャンニャン』内であろうと他局の番組であろうと、自己紹介の際には必ず名前の前に「おニャン子クラブ会員番号××番」を付けて名乗っていた。そのため、解散後も芸能界に残るなどした著名なメンバーは名前とともに会員番号もセットにして覚えられている。会員番号の振り分けは、結成時の11人はくじ引き順で、それ以後は加入順（加入が同時の場合はエントリーNo.順）である。脱退した者の番号については欠番とした。解散時、会員番号は52番まで行っていた。
反復露出の効用
おニャン子クラブは『夕やけニャンニャン』により、週一回ではなく月曜から金曜までの帯、という反復ができるという大きな力を持ちえた結果、従来ラジオや有線で曲を知り、テレビで確認する、というレコード購買者の行動パターンを、テレビで知って、テレビで確認し、レコードを買いに行く、という形に変化させた。『夕ニャン』がラジオ的機能を果たした結果、ヒット曲が次々と生み出されることとなった。また、『夕やけニャンニャン』のみならず、『夜のヒットスタジオ』『月曜ドラマランド』『ハイスクール!奇面組』『なるほど!ザ・ワールド』などフジテレビの各種番組が様々な形でおニャン子のレコードの露出に当たったことも、ヒットのスケールを大きくするのに役立った。
多品種少量の時代のアイドル

おニャン子クラブではビッグアイドルを作らず、クラブのメンバーの誰かのファンになってもらえばいいというスタイルをとった。社会学者の小川博司は、これは成熟した消費社会における少量多品種のマーケティングそのままであると指摘し、次のように評した。

### 音楽性
おニャン子クラブは音楽の方向性として1960年代のモータウン・サウンドを意識していたとされる。60年代の人懐っこいモータウン風のメロディーに、打ち込みビートを融合させるスタイルが特徴であった。『KICK OFF』『夢カタログ』で編曲の多くを担当した山川恵津子と、シンセサイザー・プログラマーの森達彦は、当時イギリスで流行していたマリ・ウィルソンなどの洋楽アーティストのサウンドを参考にしていたと語っている。森はムーンライダーズの所属事務所の系列のプログラマー集団・ハンマーの代表で、おニャン子のほぼ全作品で音作りに関わった。おニャン子作品のバッキングにはProphet-5、PPGなどの当時の最新デヴァイスが用いられ、アイドル歌謡といえどサウンドはロックに引けを取らなかった。秋元康は、朝妻一郎との対談において、おニャン子クラブの音楽性を次のように語っている。

### 他局の歌番組との関係
おニャン子クラブおよびそのメンバーは（解散前もしくは卒業前・脱退前においては）、フジテレビ専属とされ、局側が必要と判断したもの以外は他局の番組や主催イベントに出ることは原則としてなかった。
『ザ・ベストテン』（TBS）には彼女らの楽曲（卒業組含む）が1986年7月31日から1987年4月2日の間には多数チャートインし、1985年8月29日の初登場から1986年7月中旬までは出演していたものの、その後減少した。司会者は、おニャン子クラブの欠席理由に関して、1986年10月2日までは、「定期試験中」「コンサート中・レコーディング中」等の理由を述べていたが、1986年10月9日以降は「各方面の調整がいまだ取れず今回は欠席」という欠席理由を述べていた。1987年3月12日に「哀愁のカルナバル」で7位の河合その子、4月9日に「天使のボディーガード」でゆうゆ with おニャン子クラブが第10位にランクインを機に出演拒否を解除したが、“おニャン子クラブ”としての出演は解除後も一度もなかった。ソロ出演かうしろ髪ひかれ隊のようなユニット出演のみしかなく、解除後にランクインされた曲では、「金輪際、出演する事はない」という理由で歌が披露される事はなかったなど、特に『ザ・ベストテン』との関係はおよそ良好とは言い難かった。
この件に関しては、夕やけニャンニャンディレクターの笠井一三が、「おニャン子クラブの歌にランキングは付けられない」と言う理由だと説明していたが、一方で日本テレビの『歌のトップテン』には出演していたり、夕ニャン内でオリコンのコーナーを作り、おニャン子関係でランキングされるとそれを祝うという活動も行っていた。またそれ以外にも、「『ザ・ベストテン』のランキングは、レコード売り上げ、有線放送リクエスト、ラジオ放送のリクエストチャート、番組に寄せられたハガキのリクエスト等の総合ポイントにて順位付けがなされていたが、放送される週によってそれらの比重が変化し（例：レコード売り上げがランキングに最重視される週もあれば、ハガキのリクエスト、もしくは有線・ラジオのリクエストが最重視される週がある等）、順位付が公正になされていなかった為、出演を遠慮していた」との記述もあるが、真偽の程は定かでない。なお『ザ・ベストテン』におけるおニャン子関連での初の1位獲得は解散からちょうど1年後に工藤静香の「MUGO・ん…色っぽい」でようやく達成している。
『NHK紅白歌合戦』の出場歌手にも選出されなかったが、NHKによると1985年の不出場は「単に視聴者対象の事前調査で票数が少なかったから」と説明している。なお、おニャン子クラブメンバーのうち、『NHK紅白歌合戦』に歌手として出場経験があるのは（2024年現在）工藤静香のみである。

### 他の歌手との関係
他の歌手の中には素人同然の彼女らに対し、冷たい扱いをした者もいたとされる。例えば中森明菜は露骨に不快感を示したが、所属レコード会社のワーナー・パイオニア（当時）の明菜担当チームは「ニャンギラス」も担当しており、その事実を明菜に知られないように作曲家の名前を変名にしたり、クレジットを意図的に外すなどしたという。また、おニャン子クラブの登場で活躍の場を奪われたり、ファンが減った元アイドルやタレントからはきつい目で見られたという。

### 類似点
音楽評論家の安倍寧は、おニャン子クラブと1934年公開の日本映画『隣の八重ちゃん』との類似点を指摘している。

### 影響
おニャン子クラブに象徴される「普通過ぎる」アイドルの増殖や「アイドルの素人化」は、その反動として後藤久美子に代表される美少女ブームを到来させた。評論家の芹沢俊介は当時の美少女ブームについて次のように語っている。

社会学者の稲増龍夫は、おニャン子クラブが一大ブームを巻き起こした反動で、1990年代の「女性アイドル冬の時代」に繋がったと指摘し、次のように評した。

## 作品

### シングル
|      | 発売日         | タイトル                 | レーベル                 | 形態 | 規格品番   | 最高位 | 売上枚数 |
| ---- | -------------- | ------------------------ | ------------------------ | ---- | ---------- | ------ | -------- |
| 1st  | 1985年07月05日 | セーラー服を脱がさないで | CANYON                   | EP   | 7A0502     | 5位    | 24.7万枚 |
| 2nd  | 1985年10月21日 | およしになってねTEACHER  | CANYON                   | EP   | 7A0530     | 2位    | 18.0万枚 |
| 3rd  | 1986年02月21日 | じゃあね                 | CANYON                   | EP   | 7A0555     | 1位    | 28.1万枚 |
| 4th  | 1986年04月21日 | おっとCHIKAN!            | CANYON                   | EP   | 7A0575     | 1位    | 20.6万枚 |
| 5th  | 1986年07月21日 | お先に失礼               | CANYON                   | EP   | 7A0607     | 1位    | 16.0万枚 |
| 5th  | 1986年07月21日 | お先に失礼               | CANYON                   | CT   | 10P3008    | 1位    | 16.0万枚 |
| 6th  | 1986年11月01日 | 恋はくえすちょん         | CANYON                   | EP   | 7A0646     | 1位    | 12.3万枚 |
| 6th  | 1986年11月01日 | 恋はくえすちょん         | CANYON                   | CT   | 10P3025    | 1位    | 12.3万枚 |
| 7th  | 1987年01月21日 | NO MORE 恋愛ごっこ       | CANYON                   | EP   | 7A0676     | 1位    | 11.8万枚 |
| 7th  | 1987年01月21日 | NO MORE 恋愛ごっこ       | CANYON                   | CT   | 10P3042    | 1位    | 11.8万枚 |
| 8th  | 1987年05月21日 | かたつむりサンバ         | CANYON                   | EP   | 7A0718     | 1位    | 7.2万枚  |
| 8th  | 1987年05月21日 | かたつむりサンバ         | CANYON                   | CT   | 10P3078    | 1位    | 7.2万枚  |
| 9th  | 1987年08月21日 | ウェディングドレス       | KiRiGiRiSu (PONY CANYON) | EP   | 7A0758     | 2位    | 9.0万枚  |
| 9th  | 1987年08月21日 | ウェディングドレス       | KiRiGiRiSu (PONY CANYON) | CT   | 10P3133    | 2位    | 9.0万枚  |
| 9th  | 1987年08月21日 | ウェディングドレス       | KiRiGiRiSu (PONY CANYON) | CD   | D15A0335   | 2位    | 9.0万枚  |
| 10th | 2002年11月20日 | ショーミキゲン           | PONY CANYON              | CD   | PCCA-70026 | 48位   | 0.8万枚  |

### アルバム

#### オリジナルアルバム
|     | 発売日         | タイトル        | レーベル                 | 形態 | 規格品番 | 最高位 | 売上枚数 |
| --- | -------------- | --------------- | ------------------------ | ---- | -------- | ------ | -------- |
| 1st | 1985年09月21日 | KICK OFF        | CANYON                   | LP   | C28A0436 | 2位    | 27.8万枚 |
| 1st | 1985年09月21日 | KICK OFF        | CANYON                   | CT   | 28P6468  | 2位    | 27.8万枚 |
| 1st | 1985年09月21日 | KICK OFF        | CANYON                   | CD   | D32A0114 | 30位   | 27.8万枚 |
| 2nd | 1986年03月10日 | 夢カタログ      | CANYON                   | LP   | C28A0476 | 1位    | 28.4万枚 |
| 2nd | 1986年03月10日 | 夢カタログ      | CANYON                   | CT   | 28P6513  | 1位    | 28.4万枚 |
| 2nd | 1986年03月10日 | 夢カタログ      | CANYON                   | CD   | D32A0116 | 2位    | 28.4万枚 |
| 3rd | 1986年07月10日 | PANIC THE WORLD | CANYON                   | LP   | C40A0499 | 3位    | 19.2万枚 |
| 3rd | 1986年07月10日 | PANIC THE WORLD | CANYON                   | CT   | 38P7059  | 4位    | 19.2万枚 |
| 3rd | 1986年07月10日 | PANIC THE WORLD | CANYON                   | CD   | D50A0119 | 3位    | 19.2万枚 |
| 4th | 1987年02月21日 | SIDE LINE       | CANYON                   | LP   | C28A0548 | 1位    | 13.1万枚 |
| 4th | 1987年02月21日 | SIDE LINE       | CANYON                   | CT   | 28P6637  | 3位    | 13.1万枚 |
| 4th | 1987年02月21日 | SIDE LINE       | CANYON                   | CD   | D32A0267 | 2位    | 13.1万枚 |
| 5th | 1987年08月5日  | Circle          | KiRiGiRiSu (PONY CANYON) | LP   | C42A0590 | 2位    | 10.1万枚 |
| 5th | 1987年08月5日  | Circle          | KiRiGiRiSu (PONY CANYON) | CT   | 42P0001  | 4位    | 10.1万枚 |
| 5th | 1987年08月5日  | Circle          | KiRiGiRiSu (PONY CANYON) | CD   | D50A0308 | 2位    | 10.1万枚 |

#### ベストアルバム
|      | 発売日         | タイトル                                                               | レーベル           | 形態 | 規格品番   | 最高位 | 売上枚数 |
| ---- | -------------- | ---------------------------------------------------------------------- | ------------------ | ---- | ---------- | ------ | -------- |
| BEST | 1986年10月21日 | スーパーベスト                                                         | CANYON             | CD   | C32A6003   | 22位   | 1.5万枚  |
| BEST | 1986年10月21日 | スーパーベスト                                                         | CANYON             | CT   | 36P1366    | 22位   | 1.5万枚  |
| BEST | 1987年03月05日 | 家宝                                                                   | CANYON             | CD   | D50P-6066  | 7位    | 2.7万枚  |
| BEST | 1987年12月05日 | おニャン子クラブ ベスト                                                | CANYON             | CD   | D32P-6180  | 69位   | 0.3万枚  |
| BEST | 1988年05月21日 | ヘッドホンステレオ・セレクトシリーズ おニャン子クラブ                  | PONY CANYON        | CT   | 24P4052    | --位   | --万枚   |
| BEST | 1989年08月21日 | フォーエバー・アイドル・ベスト・シリーズ おニャン子クラブ              | PONY CANYON        | CD   | D27A-1047  | --位   | --万枚   |
| BEST | 1996年0-月0-日 | ベストセレクション                                                     | PONY CANYON        | CD   | 38DC-2074  | --位   | --万枚   |
| BEST | 1997年03月21日 | ULTRA NYANKO OMOTE SPECIAL                                             | PONY CANYON        | CD   | PCCA-01086 | --位   | --万枚   |
| BEST | 1997年03月21日 | ULTRA NYANKO URA SPECIAL                                               | PONY CANYON        | CD   | PCCA-01087 | --位   | --万枚   |
| BEST | 1999年03月17日 | おニャン子クラブA面コレクション Vol.1                                  | PONY CANYON        | CD   | PCCA-01315 | 97位   | --万枚   |
| BEST | 1999年03月17日 | おニャン子クラブA面コレクション Vol.4                                  | PONY CANYON        | CD   | PCCA-01316 | --位   | --万枚   |
| BEST | 1999年03月17日 | おニャン子クラブA面コレクション Vol.5                                  | PONY CANYON        | CD   | PCCA-01317 | --位   | --万枚   |
| BEST | 1999年04月21日 | おニャン子クラブB面コレクション Vol.1                                  | PONY CANYON        | CD   | PCCA-01327 | --位   | --万枚   |
| BEST | 1999年04月21日 | おニャン子クラブB面コレクション Vol.5                                  | PONY CANYON        | CD   | PCCA-01328 | --位   | --万枚   |
| BEST | 1999年05月21日 | おニャン子クラブA面コレクション Vol.2                                  | Sony Music Records | CD   | SRCL-4495  | --位   | --万枚   |
| BEST | 1999年05月21日 | おニャン子クラブA面コレクション Vol.3                                  | Sony Music Records | CD   | SRCL-4496  | --位   | --万枚   |
| BEST | 1999年06月19日 | おニャン子クラブB面コレクション Vol.2                                  | Sony Music Records | CD   | SRCL-4532  | --位   | --万枚   |
| BEST | 1999年06月19日 | おニャン子クラブB面コレクション Vol.3                                  | Sony Music Records | CD   | SRCL-4533  | --位   | --万枚   |
| BEST | 1999年06月19日 | おニャン子クラブB面コレクション Vol.4                                  | Sony Music Records | CD   | SRCL-4534  | --位   | --万枚   |
| BEST | 2000年09月20日 | MYこれ!クション おニャン子クラブBEST                                   | PONY CANYON        | CD   | PCCA-01613 | --位   | --万枚   |
| BEST | 2002年12月18日 | おニャン子クラブ ミニ・ベスト                                          | PONY CANYON        | CD   | PCCA-01830 | --位   | --万枚   |
| BEST | 2002年12月18日 | おニャン子クラブ ソロ&ユニット ミニ・ベスト                            | PONY CANYON        | CD   | PCCA-01831 | --位   | --万枚   |
| BEST | 2005年07月06日 | おニャン子クラブ大全集・上巻                                           | PONY CANYON        | CD   | PCCA-2152  | 238位  | 0.1万枚  |
| BEST | 2005年07月06日 | おニャン子クラブ大全集・下巻                                           | PONY CANYON        | CD   | PCCA-2153  | 248位  | 0.2万枚  |
| BEST | 2007年07月18日 | 「おニャン子クラブ」SINGLESコンプリート                                | PONY CANYON        | CD   | PCCA-02489 | --位   | --万枚   |
| BEST | 2010年04月21日 | Myこれ!Lite おニャン子クラブ                                           | PONY CANYON        | CD   | PCCS-00096 | --位   | --万枚   |
| BEST | 2010年04月28日 | GOLDEN☆BEST 河合その子・国生さゆり・城之内早苗・渡辺美奈代・渡辺満里奈 | Sony Music Direct  | CD   | MHCL-1736  | --位   | --万枚   |
| BEST | 2012年11月21日 | ザ・プレミアムベスト おニャン子クラブ                                  | PONY CANYON        | CD   | PCCA-03743 | --位   | --万枚   |
| BEST | 2015年12月16日 | シングルレコード復刻ニャンニャン [通常盤] Vol.1                        | PONY CANYON        | CD   | PCCA-04316 | --位   | --万枚   |
| BEST | 2015年12月16日 | シングルレコード復刻ニャンニャン [通常盤] Vol.2                        | PONY CANYON        | CD   | PCCA-04317 | --位   | --万枚   |
| BEST | 2015年12月16日 | シングルレコード復刻ニャンニャン [通常盤] Vol.3                        | PONY CANYON        | CD   | PCCA-04318 | --位   | --万枚   |
| BEST | 2015年12月16日 | シングルレコード復刻ニャンニャン [通常盤] Vol.4                        | PONY CANYON        | CD   | PCCA-04319 | --位   | --万枚   |
| BEST | 2015年12月16日 | シングルレコード復刻ニャンニャン [通常盤] Vol.5                        | PONY CANYON        | CD   | PCCA-04320 | --位   | --万枚   |
| BEST | 2015年12月16日 | シングルレコード復刻ニャンニャン [通常盤] Vol.6                        | PONY CANYON        | CD   | PCCA-04321 | --位   | --万枚   |
| BEST | 2015年12月16日 | シングルレコード復刻ニャンニャン [通常盤] Vol.7                        | PONY CANYON        | CD   | PCCA-04322 | --位   | --万枚   |
| BEST | 2015年12月16日 | シングルレコード復刻ニャンニャン [通常盤] Vol.8                        | PONY CANYON        | CD   | PCCA-04323 | --位   | --万枚   |
| BEST | 2017年07月19日 | プラチナムベスト おニャン子クラブ                                      | PONY CANYON        | CD   | PCCA-50276 | --位   | --万枚   |

#### 企画アルバム
|       | 発売日         | タイトル                                           | レーベル          | 形態 | 規格品番   | 最高位 | 売上枚数 |
| ----- | -------------- | -------------------------------------------------- | ----------------- | ---- | ---------- | ------ | -------- |
| 企画  | 1986年12月05日 | MERRY X'MAS FOR YOU                                | CBS SONY          | LP   | 25AH2095   | 3位    | 8.4万枚  |
| 企画  | 1986年12月21日 | NON-STOP おニャン子                                | CANYON            | CT   | 28P6616    | 21位   | 1.7万枚  |
| 企画  | 1993年11月19日 | NON-STOP おニャン子                                | PONY CANYON       | CD   | PCCA-00507 | 21位   | 1.7万枚  |
| 企画  | 1987年03月21日 | 会員番号の唄/新・会員番号の唄                      | FOR LIFE          | CT   | 10C-5      | --位   | --万枚   |
| LIVE  | 1987年06月03日 | おニャン子Sailing夢工場'87LIVE                     | CANYON            | LP   | C42A0590   | 3位    | 6.4万枚  |
| LIVE  | 1987年06月03日 | おニャン子Sailing夢工場'87LIVE                     | EPIC SONY         | CT   | 28•6H-237  | 5位    | 6.4万枚  |
| LIVE  | 1987年06月03日 | おニャン子Sailing夢工場'87LIVE                     | CBS SONY          | CD   | 32DH681    | 7位    | 6.4万枚  |
| 企画  | 1987年12月09日 | お年玉                                             | CBS SONY          | CD   | 25AH-2279  | 20位   | 2.1万枚  |
| 企画  | 1987年12月16日 | トライアングル                                     | PONY CANYON       | CD   | D32P-6191  | --位   | --万枚   |
| 企画  | 1987年12月16日 | トライアングル                                     | PONY CANYON       | CT   | 28P6761    | --位   | --万枚   |
| REMIX | 2000年09月20日 | EURO おニャン子                                    | PONY CANYON       | CD   | PCCA-01469 | 69位   | 0.4万枚  |
| 企画  | 2005年07月27日 | 30-35 VOL.3 「おニャン子クラブ」特集               | Sony Music Direct | CD   | MHCL-523   | 144位  | 0.2万枚  |
| 企画  | 2006年09月20日 | デビューアルバムに針を落として… おニャン子クラブ編 | PONY CANYON       | CD   | PCCA-02332 | --位   | --万枚   |
| 企画  | 2012年06月04日 | 青春・爆発！ 帰ってきたおニャン子たち              | PONY CANYON       | CD   | BHST-118   | --位   | --万枚   |

#### CD-BOX
|        | 発売日        | タイトル                                                   | レーベル    | 規格品番   | 最高位 | 売上枚数 |
| ------ | ------------- | ---------------------------------------------------------- | ----------- | ---------- | ------ | -------- |
| CD BOX | 2008年9月17日 | おニャン子クラブ大全集 for HiQualityCD 上・下巻 限定CD-BOX | PONY CANYON | PCCA-50002 | --位   | --万枚   |
| CD BOX | 2015年3月18日 | 結成30周年記念CD-BOX シングルレコード復刻ニャンニャン      | PONY CANYON | PCCA-50002 | 189位  | 0.04万枚 |

### 映像作品

#### ビデオ
|      | タイトル                                               | 発売日         | レーベル    | 形態       | 規格品番   |
| ---- | ------------------------------------------------------ | -------------- | ----------- | ---------- | ---------- |
| 1st  | 課外授業                                               | 1985年11月16日 | PONY VIDEO  | VHS        | V78M-1286  |
| 1st  | 課外授業                                               | 1985年11月16日 | PONY VIDEO  | β          | X78M-1286  |
| 1st  | 課外授業                                               | 1985年11月16日 | PONY VIDEO  | LD         | G68M-0075  |
| 1st  | 課外授業                                               | 1999年03月17日 | PONY CANYON | VHS (再発) | PCVP-52583 |
| 2nd  | 臨海学校                                               | 1986年02月21日 | PONY VIDEO  | VHS        | V78M-1320  |
| 2nd  | 臨海学校                                               | 1986年02月21日 | PONY VIDEO  | β          | X78M-1320  |
| 2nd  | 臨海学校                                               | 1986年02月21日 | PONY VIDEO  | LD         | G68M-0090  |
| 2nd  | 臨海学校                                               | 1999年03月17日 | PONY CANYON | VHS (再発) | PCVP-52584 |
| 3rd  | 全国縦断コンサート あぶな〜い課外授業                  | 1986年05月21日 | PONY VIDEO  | VHS        | V88M-1362  |
| 3rd  | 全国縦断コンサート あぶな〜い課外授業                  | 1986年05月21日 | PONY VIDEO  | β          | X88M-1362  |
| 3rd  | 全国縦断コンサート あぶな〜い課外授業                  | 1986年05月21日 | PONY VIDEO  | LD         | G78M-0109  |
| 3rd  | 全国縦断コンサート あぶな〜い課外授業                  | 1999年03月17日 | PONY CANYON | VHS (再発) | PCVP-52585 |
| 4th  | 海外出張                                               | 1986年09月21日 | PONY VIDEO  | VHS        | V88M-1414  |
| 4th  | 海外出張                                               | 1986年09月21日 | PONY VIDEO  | β          | X88M-1414  |
| 4th  | 海外出張                                               | 1986年09月21日 | PONY VIDEO  | LD         | G88M-0135  |
| 4th  | 海外出張                                               | 1999年03月17日 | PONY CANYON | VHS (再発) | PCVP-52586 |
| 5th  | おニャン子ザ・ムービー 危機イッパツ!                   | 1986年11月15日 | PONY VIDEO  | VHS        | V128F-1434 |
| 5th  | おニャン子ザ・ムービー 危機イッパツ!                   | 1986年11月15日 | PONY VIDEO  | β          | X128F-1434 |
| 5th  | おニャン子ザ・ムービー 危機イッパツ!                   | 1986年11月15日 | PONY VIDEO  | LD         | G98F-0151  |
| 5th  | おニャン子ザ・ムービー 危機イッパツ!                   | 1999年03月17日 | PONY CANYON | VHS (再発) | PCVP-10088 |
| 5th  | おニャン子ザ・ムービー 危機イッパツ!                   | 2002年03月20日 | PONY CANYON | DVD        | PCBC-70193 |
| 6th  | 卒業記念SPRINGコンサート Sailing 夢工場                | 1987年05月15日 | PONY VIDEO  | VHS        | V98M-1487  |
| 6th  | 卒業記念SPRINGコンサート Sailing 夢工場                | 1987年05月15日 | PONY VIDEO  | β          | X98M-1487  |
| 6th  | 卒業記念SPRINGコンサート Sailing 夢工場                | 1987年05月15日 | PONY VIDEO  | LD         | G88M-0195  |
| 7th  | おニャン子クラブ CDV GOLD                              | 1987年10月21日 | PONY CANYON | CDV        | E24A-1007  |
| 8th  | おニャン子クラブ解散記念 全国縦断ファイナルコンサート  | 1987年10月31日 | PONY VIDEO  | VHS        | V128M-1570 |
| 8th  | おニャン子クラブ解散記念 全国縦断ファイナルコンサート  | 1987年10月31日 | CBS SONY    | β          | 00QH145~6  |
| 8th  | おニャン子クラブ解散記念 全国縦断ファイナルコンサート  | 1987年10月31日 | CBS SONY    | LD         | OOLH145~6  |
| 8th  | おニャン子クラブ解散記念 全国縦断ファイナルコンサート  | 1999年03月17日 | PONY CANYON | VHS (再発) | PCVP-52587 |
| 9th  | 孫の代までおニャン子クラブ                             | 1988年01月21日 | PONY VIDEO  | VHS        | V48M-1590  |
| 9th  | 孫の代までおニャン子クラブ                             | 1988年01月21日 | CBS SONY    | LD         | 48LH158    |
| 10th | おニャン子PANIC卒業記念コンサート                      | 2003年10月16日 | PONY CANYON | DVD        | PCBC-50449 |
| 11th | 夕やけニャンニャン おニャン子白書 1985年4〜6月         | 2004年06月16日 | PONY CANYON | DVD        | PCBC-50539 |
| 12th | 夕やけニャンニャン おニャン子白書 1985年7〜8月         | 2004年10月20日 | PONY CANYON | DVD        | PCBC-50599 |
| 13th | 夕やけニャンニャン おニャン子白書 1985年9〜11月        | 2005年04月27日 | PONY CANYON | DVD        | PCBC-50706 |
| 14th | 夕やけニャンニャン おニャン子白書 棚卸し総決算'85/12月 | 2005年12月07日 | PONY CANYON | DVD        | PCBC-50893 |

#### DVD-BOX/VHS-BOX
|     | タイトル | 発売日         | レーベル    | 形態    | 規格品番                         |
| --- | --- | -------------- | ----------- | ------- | -------------------------------- |
| 1st | おニャン子クラブ メモリーズ 《VHS:1》『全国縦断ファイナルコンサート (前半)』 《VHS:2》『全国縦断ファイナルコンサート (後半)』 《VHS:3》『孫の代までおニャン子クラブ』 | 1996年12月10日 | PONY CANYON | VHS BOX | 95DV-4064                        |
| 2nd | おニャン子クラブ「最終盤」〜the final episode〜 《DISC:1》『課外授業』/『臨海学校』 《DISC:2》『全国縦断コンサート あぶな～い課外授業』/『海外出張』 《DISC:3》『卒業記念SPRINGコンサート Sailing 夢工場』 《DISC:4》『全国縦断ファイナルコンサート』 《DISC:5》『特典映像 蔵出し「夕やけニャンニャン」』      | 2002年04月17日 | PONY CANYON | DVD BOX | PCBC-50206                       |
| 3rd | おニャン子クラブ 未公開映像 ザ・バックステージ 《DISC:1》『未公開映像 ザ・バックステージ リハーサル編』 《DISC:2》『未公開映像 ザ・バックステージ ツアー＆バックステージ編』 《DISC:3》『未公開映像 ザ・バックステージ 武道館コンサート編』 《DISC:4》『再結成シングル参加メンバーからメッセージ』(DVDBOXのみ) | 2002年12月04日 | PONY CANYON | DVD BOX | PCBC-50334                       |
| 3rd | おニャン子クラブ 未公開映像 ザ・バックステージ 《DISC:1》『未公開映像 ザ・バックステージ リハーサル編』 《DISC:2》『未公開映像 ザ・バックステージ ツアー＆バックステージ編』 《DISC:3》『未公開映像 ザ・バックステージ 武道館コンサート編』 《DISC:4》『再結成シングル参加メンバーからメッセージ』(DVDBOXのみ) | 2002年12月04日 | PONY CANYON | VHS BOX | PCVC-11273 PCVC-11274 PCVC-11275 |
| 4th | おニャン子クラブ in 月曜ドラマランド BOX 1 《DISC:1》『ボクの婚約者（フィアンセ）』 《DISC:2》『もしかして婚約者!?』 《DISC:3》『いきなり婚約者』 《DISC:4》『秋元康とおニャン子クラブ(秘)爆笑対談!!』 | 2005年10月19日 | PONY CANYON | DVD BOX | PCBC-60775                       |
| 5th | おニャン子クラブ in 月曜ドラマランド BOX 2 《DISC:1》『三代目はおニャン子お嬢様!?花吹雪893組』 《DISC:2》『おニャン子学園危機イッパツ とんだ放課後』 《DISC:3》『おニャン子捕物帳 謎の村雨城』 《DISC:4》『秋山康氏とおニャン子クラブメンバーの今だから語れる爆笑対談』                                        | 2005年11月16日 | PONY CANYON | DVD BOX | PCBC-60883                       |

### タイアップ曲
| 楽曲                     | タイアップ                                             |
| ------------------------ | ------------------------------------------------------ |
| セーラー服を脱がさないで | フジテレビ系『夕やけニャンニャン』テーマソング         |
| およしになってねTEACHER  | フジテレビ系『夕やけニャンニャン』テーマソング         |
| じゃあね                 | フジテレビ系『夕やけニャンニャン』テーマソング         |
| おっとCHIKAN!            | フジテレビ系『夕やけニャンニャン』テーマソング         |
| お先に失礼               | 東宝映画『おニャン子ザ・ムービー 危機イッパツ!』主題歌 |
| 恋はくえすちょん         | フジテレビ系アニメ『あんみつ姫』オープニングテーマ     |
| あんみつ大作戦           | フジテレビ系アニメ『あんみつ姫』エンディングテーマ     |
| NO MORE 恋愛ごっこ       | フジテレビ系『夕やけニャンニャン』テーマソング         |
| ウェディングドレス       | フジテレビ系『夕やけニャンニャン』テーマソング         |

## 出演

### 映画
- コミック雑誌なんかいらない!（1986年、東映）
- おニャン子ザ・ムービー危機イッパツ!（1986年、東宝）

### バラエティ
- 夕やけニャンニャン（1985年7月 - 1987年8月、フジテレビ）
- ミルッきゃナイDay（1985年10月 - 1987年3月、フジテレビ）
- 夕食ニャンニャン（1986年5月 - 1986年9月、フジテレビ）
- クイズ・ドレミファドン!（1986年・1987年、フジテレビ）
- おニャン子のアブない夜だよ 生放送（1986年6月3日、フジテレビ）

### テレビドラマ
- スケバン刑事II 少女鉄仮面伝説（1985年 - 1986年、フジテレビ）
- 月曜ドラマランド
  - ボクの婚約者（1986年1月13日、フジテレビ）
  - おニャン子学園危機イッパツ！とんだ放課後（1986年5月12日、フジテレビ）
  - もしかして婚約者!?（1986年8月18日、フジテレビ）
  - 看護婦アカデミー（1987年3月9日、フジテレビ）
  - いきなり婚約者!!（1987年3月23日、フジテレビ）
- 木曜ドラマストリート
  - あぶない課外授業（1986年6月26日、フジテレビ）

### 音楽番組
- 夜のヒットスタジオ（1985年 - 1987年、フジテレビ）
- ザ・トップテン（1985年 - 1986年、日本テレビ）
- FNS歌謡祭（1985年 - 1986年・2002年、フジテレビ）
- HEY!HEY!HEY! MUSIC CHAMP（2002年、フジテレビ）

### ラジオ
- おニャン子のあぶない夜だよ（1986年 - 1987年、ニッポン放送） - パーソナリティ
- TOKYOベストヒット（1986年 - 1987年、ニッポン放送） - アシスタント

### CM
- BOSS 贅沢微糖 テレビCM第8弾「贅沢銀行」篇（2010年1月、サントリーフーズ[82]）

### 雑誌連載
- モデルグラフィックス（大日本絵画）
  - 『アイドルスターMS戦記』

## コンサート

### 解散コンサート
1987年9月20日（日曜日）、国立代々木競技場第一体育館ではおニャン子クラブ解散コンサートが行われ、全国から3万人近いファンが集まった。また会場前の広場には チケットを手に入れられなかった数百人のファンが押し寄せ、その数は原宿駅に渡る歩道橋まで埋め尽くす程であった。そうしたファンは皆一丸となって会場から微かに聞こえてくる歌声を聞きながら声援を送っていた。
しかし、最終公演のアンコールに差し掛かった時に一部のファンが暴走。「突っ込めー!!」の合図と共に親衛隊を中心とした数十人が入り口のガラスを折りたたみ椅子で割るなどして乱入、これにつられて他のファン数百人も「俺達だって中に入る権利があるんだ!」と叫びながら警備員の制止を振り切って一気になだれ込んだ（この一件は翌日のニュースやスポーツ新聞で大きくとり上げられている）。
これ以後、毎年9月20日にファン有志が代々木競技場近くの代々木公園に集まって集会（解散コンサートのビデオ上映会）が行われている。